# 솔레 하이메스
플로렌시아 솔레다드 “솔레” 하이메스(스페인어: Florencia Soledad "Sole" Jaimes, 1989년 1월 20일 ~ )는 아르헨티나의 여자 축구 선수로, 포지션은 스트라이커이다.

## 클럽 경력
2004년에 보카 주니어스에 입단하면서 데뷔했으며 같은 해에 아르헨티나 U-20 여자 축구 국가대표팀에서 훈련을 받았다. 2014년에는 브라질의 여자 축구 클럽인 포스 카타라타스로 이적했지만 선수들의 임금 지급 문제로 인해 해체되고 만다.
2015년에는 상파울루로 이적했으며 2015 캄페오나투 파울리스타 지 푸치보우 페미니누 시즌에서 상파울루의 준우승을 견인했다. 2016년부터 2017년까지 산투스 소속으로 활약했고 2017 캄페오나투 브라질레이루 지 푸치보우 페미니누 시즌에서는 18골을 기록하면서 시즌 득점왕에 오르는 영예를 안았다. 2018년에는 중국의 여자 축구 클럽인 다롄 취안젠 소속으로 활동했다.
2019년에는 프랑스의 여자 축구 클럽인 올랭피크 리옹으로 이적했으며 2018-19 시즌에서는 올랭피크 리옹의 디비지옹 1 페미닌 우승, 쿠프 드 프랑스 페미닌 우승, UEFA 여자 챔피언스리그 우승을 견인했다. 시즌 종료와 함께 브라질의 산투스로 복귀했다.

## 국가대표 경력
칠레에서 개최된 2008년 FIFA U-20 여자 월드컵에 참가했으며 2014년에 아르헨티나 여자 축구 국가대표팀 선수로 데뷔했다. 2014년, 2018년 코파 아메리카 페메니나, 2019년 FIFA 여자 월드컵에 참가했다.

## 수상

### 클럽
보카 주니어스
- 캄페오나토 데 푸트볼 페메니노 데 프리메라 디비시온 클라우수라 5회 우승 (2005, 2006, 2007, 2008, 2010)
- 캄페오나토 데 푸트볼 페메니노 데 프리메라 디비시온 아페르투라 7회 우승 (2005, 2006, 2007, 2008, 2010, 2011, 2012)

산투스
- 캄페오나투 브라질레이루 지 푸치보우 페미니누 1회 우승 (2017)

올랭피크 리옹
- 디비지옹 1 페미닌 1회 우승 (2018-19)
- 쿠프 드 프랑스 1회 우승 (2018-19)
- UEFA 여자 챔피언스리그 1회 우승 (2018-19)

### 국가대표
- 2018년 코파 아메리카 페메니나 3위

### 개인
- 2017 캄페오나투 브라질레이루 지 푸치보우 페미니누 시즌 득점왕